# Фабара
Фабара (ісп. Fabara, кат. Favara de Matarranya,Favara) — муніципалітет в Іспанії, у складі автономної спільноти Арагон, у провінції Сарагоса. Населення — 1255 осіб (2010).
Муніципалітет розташований на відстані близько 310 км на схід від Мадрида, 80 км на південний схід від Сарагоси.

## Демографія
Динаміка населення (INE ):